# McKesson Europe
McKesson Europe — германская компания, владелец сети аптек и крупнейший дистрибутор лекарственных препаратов в Европе. В 2014 году была куплена компанией из США McKesson Corporation. До 2017 года называлась Celesio. Штаб-квартира компании расположена в Штутгарте.
Основана в 1835 году в Дрездене Францем Людвигом Гехе. В 1903 году стала публичной компанией.
В апреле 2007 года Celesio приобрела 90 % акций аптеки DocMorris, но в 2012 году избавилась от приобретения, перепродав фирме Zur Rose AG.

## Деятельность
Компания работает в 11 странах Европы. Сеть аптек состоит из 2 тысяч своих точек и 5 тысяч работающих на правах франчайзинга. Также имеет 90 оптовых баз в разных частях Европы, обеспечивающих медикаментами 54 тысячи аптек и больниц.
Численность персонала — более 35 тыс. человек. Выручка за 9 месяцев 2007 года — 16,65 млрд евро, чистая прибыль — 320,2 млн евро.